# Stazione di Drogheda
La stazione di Drogheda MacBride (in irlandese Stáisiún Mhic Ghiolla Bhríde, Droichead Átha; in inglese Drogheda MacBhride railway station) fornisce servizio a Drogheda, nella contea di Louth in Irlanda. Il nome MacBride deriva da John MacBride, uno dei capi della Rivolta di Pasqua che furono giustiziati.
La stazione originaria fu aperta il 25 maggio 1844 e si trovava a 400 m a sud-ovest rispetto alla posizione attuale. La stazione fu mantenuta per i passeggeri anche dopo la realizzazione del viadotto sul fiume Boyne. La struttura attuale si trova su una curva molto angolata poco più a sud del viadotto.
Precedentemente c'era un ulteriore binario frapposto tra i due utilizzati per le percorrenze in senso opposto delle linee che riguardano la stazione che sono la Enterprise e il Northern Commuter. Questo binario fu in seguito eliminato ed ora la stazione di Drogheda ha solo due binari.
C'è anche un deposito per locomotrici in un capannone adiacente.

## Servizi
- Servizi igienici
- Capolinea autolinee
- Biglietteria a sportello
- Biglietteria automatica
- Distributore automatico di cibi e bevande